# Nossa Senhora de Fátima (Santa Maria)
Pour les articles homonymes, voir Nossa Senhora de Fátima.
Nossa Senhora de Fátima est un quartier de la ville brésilienne de Santa Maria, Rio Grande do Sul. Le quartier est situé dans district de Sede.

## Vilas
Le quartier possède les vilas suivantes : Fátima, Vila Antônio Corrêa, Vila Holtermann, Vila Militar, Vila Selmer.

## Galerie

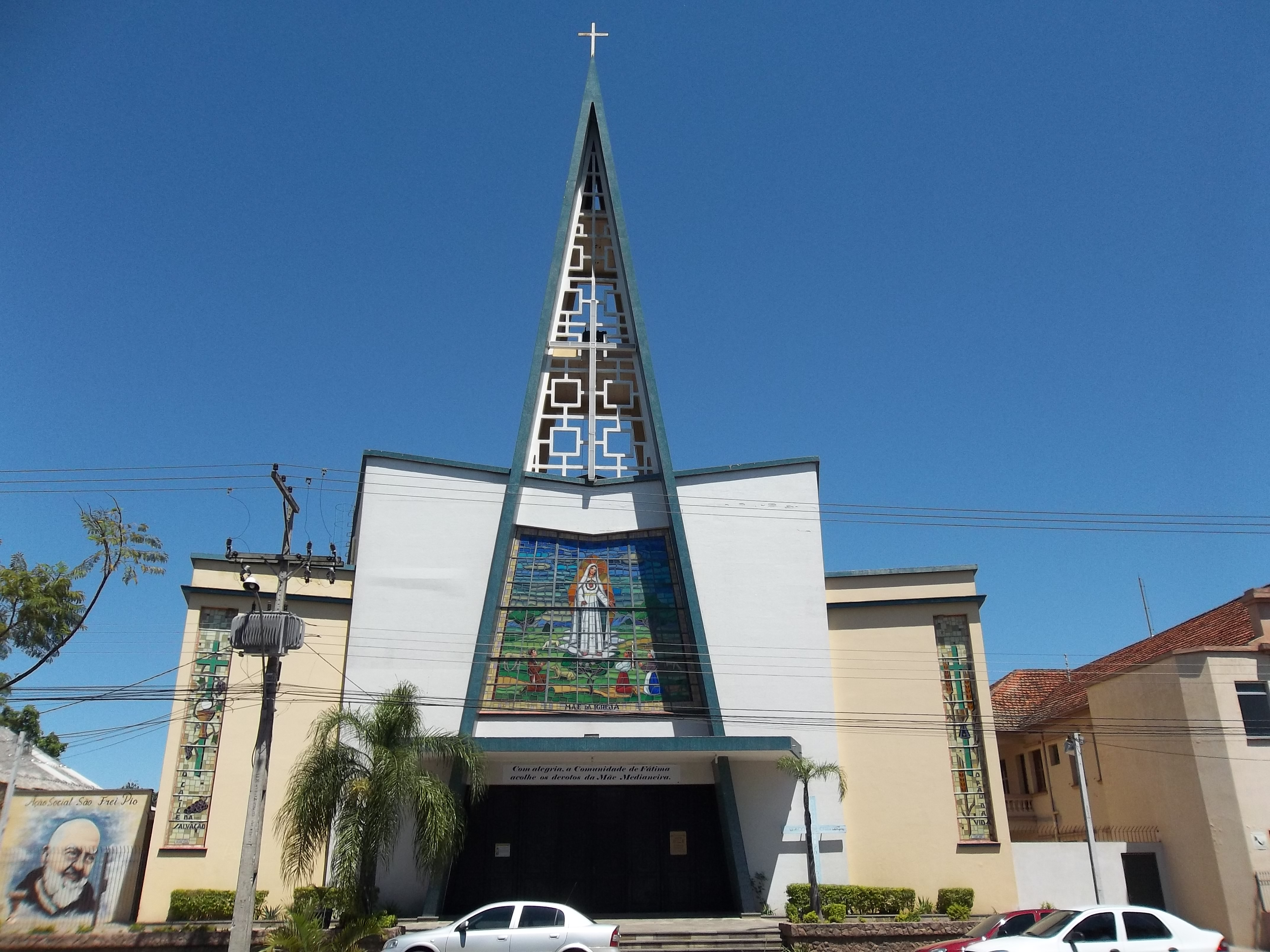
L'église Notre-Dame-de-Fátima.
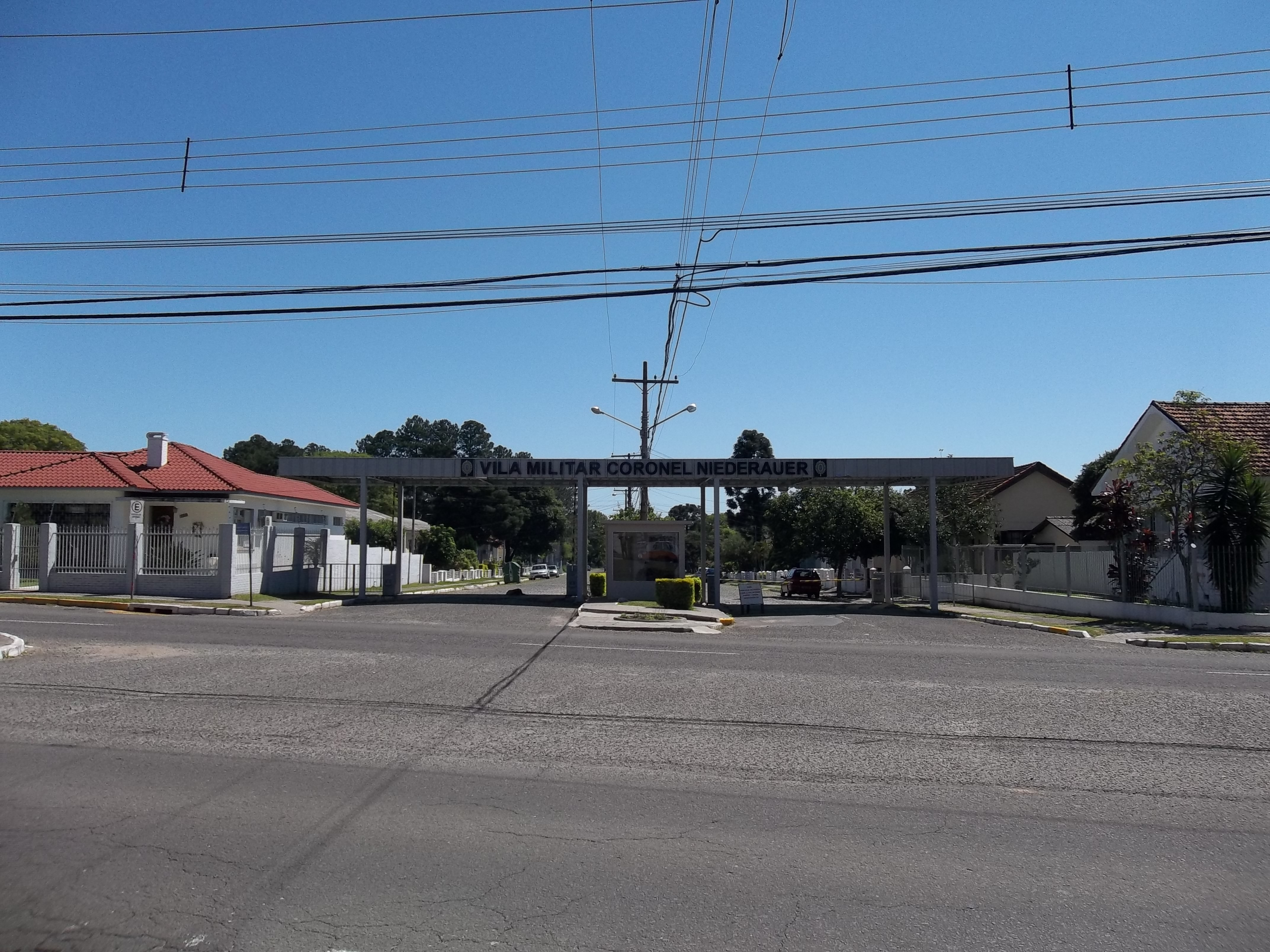
Vila Militar Coronel Niederauer.
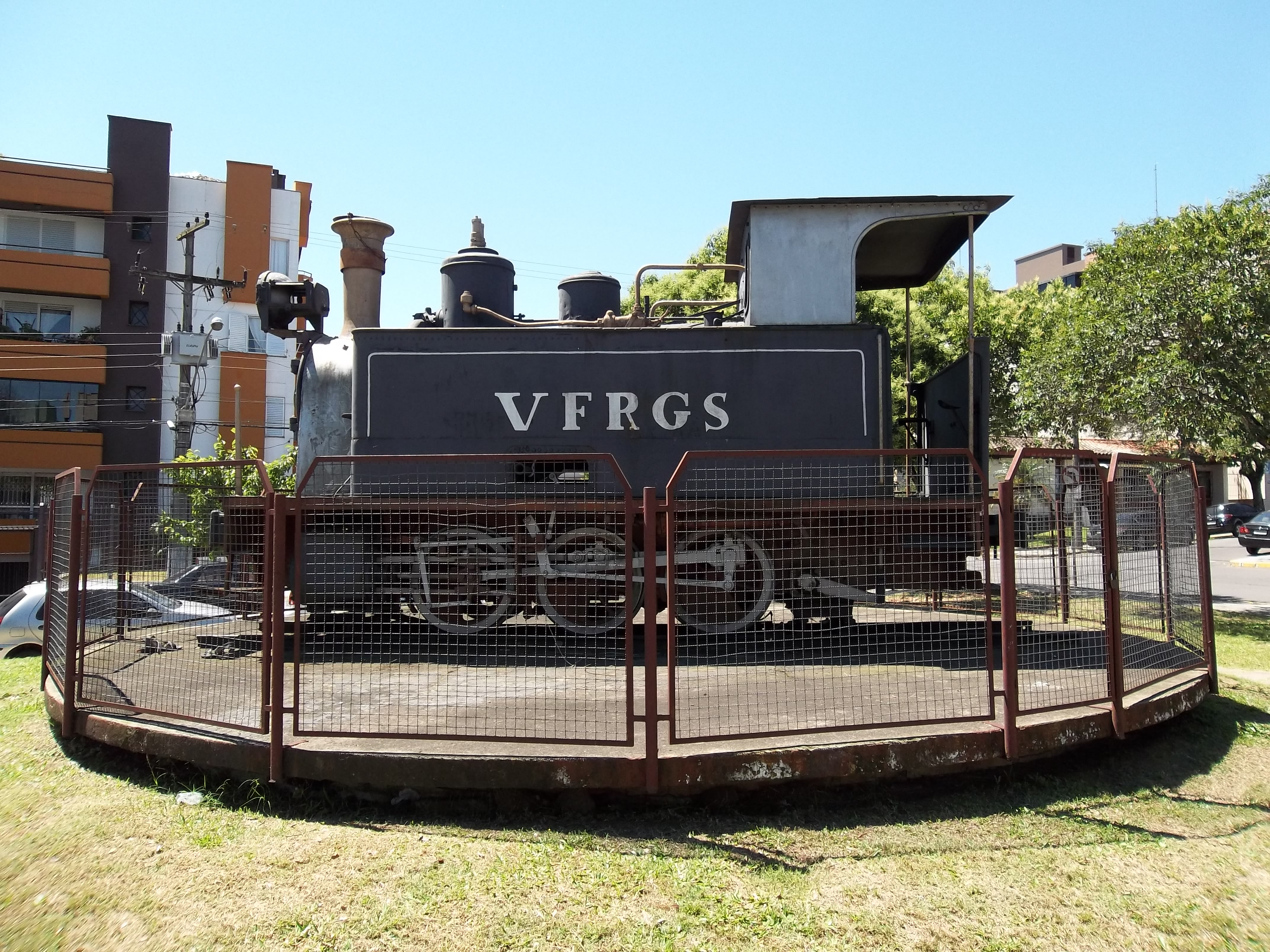
Monument de la locomotive.
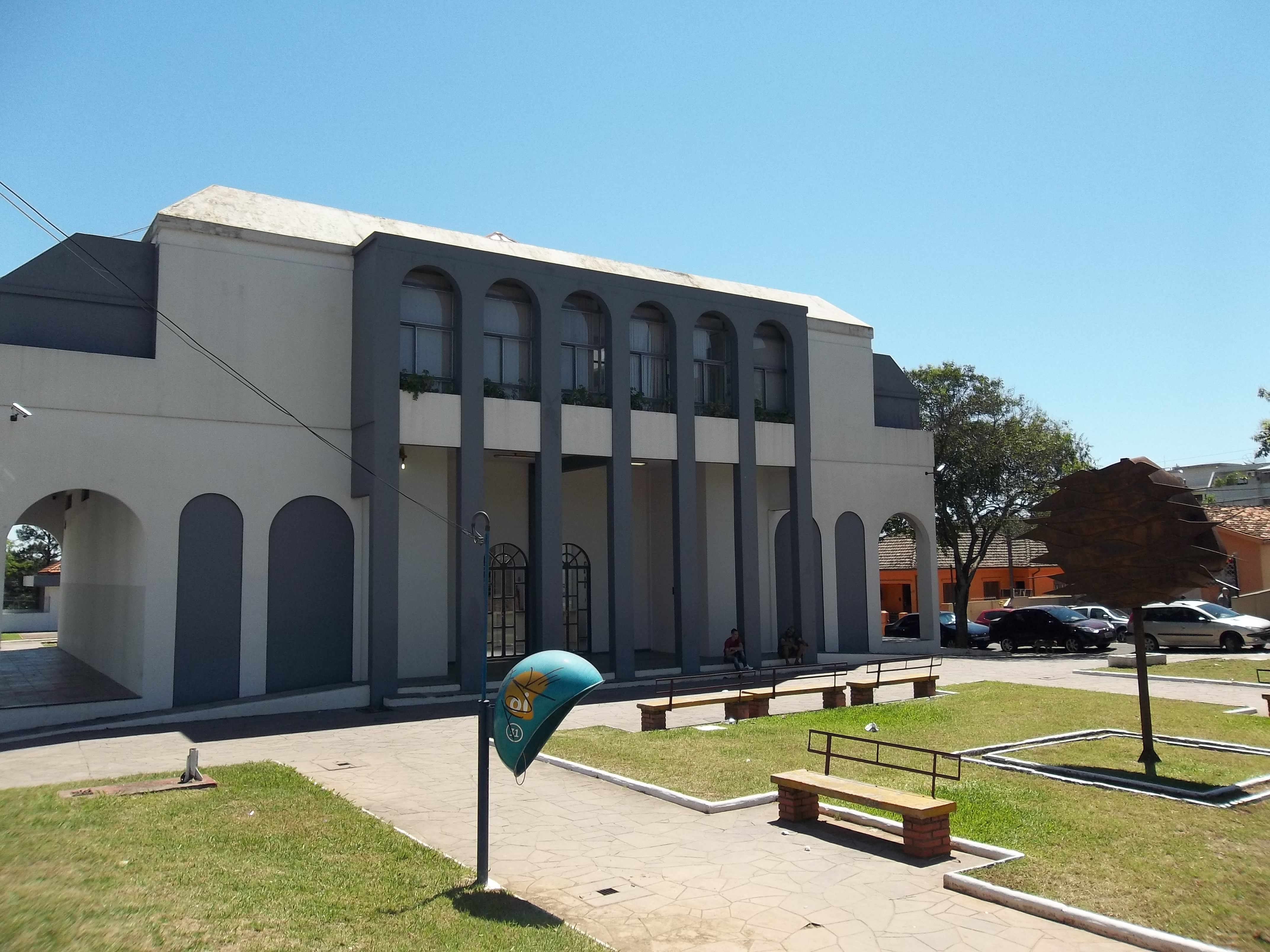
La Bibliothèque municipale.